# Victor Féli
Victor Féli, nom de plume de Jeanne Canac, née le 1er août 1861 à Brusque dans l'Aveyron et morte le 15 décembre 1952 à Paris, est une écrivaine de langue française, ayant écrit des romans pour jeunes filles, notamment dans la Collection Stella.